# Hemieuxoa conchidia
Hemieuxoa conchidia là một loài bướm đêm trong họ Noctuidae.